# Светозар Марковић (ТВ серија)
Светозар Марковић је телевизијска серија из 1981. године. Сценарио је писао Момчило Милаковић.

## Радња
Светозар Марковић је утемељивач научне социјалистичке мисли у Србији. Његов утицај на збивања у јавном, друштвеном, привредном животу Србије 60-их и 70-их година 19. века у време династије Обреновић био је огроман. Светозар Марковић је на многе изазове парламентаризма и тек стасале демократије у Србији имао свој одговор. Почев од улоге схватања писца и књижевности у друштву до питања класног и народног ослобођења народа на основама савезности и самоуправе. Ипак, његове социјалистичке замисли наићи ће на жесток отпор династије и њених трабаната.

## Списак епизода
| Епизода | Назив епизоде                     | Премијерно емитовање |
| ------- | --------------------------------- | -------------------- |
| 1       | Младић                            | 8. март 1981.        |
| 2       | Петроградски универзитет          | 15. март 1981.       |
| 3       | Циришки пламен                    | 22. март 1981.       |
| 4       | Раденик                           | 29. март 1981.       |
| 5       | Србија на истоку                  | 5. април 1981.       |
| 6       | Крагујевачка друштвена штампарија | 12. април 1981.      |
| 7       | Пут у Боку                        | 19. април 1981.      |

## Улоге
| Глумац                 | Улога                               |
| ---------------------- | ----------------------------------- |
| Лазар Ристовски        | Светозар Марковић (7 еп. 1981)      |
| Петар Божовић          | Јеврем Марковић (5 еп. 1981)        |
| Богдан Диклић          | Павле Михаиловић (5 еп. 1981)       |
| Душан Јанићијевић      | Миливој Блазнавац (4 еп. 1981)      |
| Милан Штрљић           | Никола Пашић (4 еп. 1981)           |
| Петар Краљ             | Владимир Јовановић (4 еп. 1981)     |
| Јелисавета Сека Саблић | Илка Марковић (4 еп. 1981)          |
| Бранислав Лечић        | Ђура Љоцић (3 еп. 1981)             |
| Милан Цаци Михаиловић  | Владан Ђорђевић (3 еп. 1981)        |
| Предраг Ејдус          | Алекса Кнежевић (3 еп. 1981)        |
| Бранко Плеша           | Јован Ристић (3 еп. 1981)           |
| Раде Марковић          | Димитрије Матић (3 еп. 1981)        |
| Бранко Цвејић          | Милан Обреновић (3 еп. 1981)        |
| Владислав Каћански     | Пера Ђорђевић (3 еп. 1981)          |
| Владо Керошевић        | Пера Тодоровић (3 еп. 1981)         |
| Аљоша Вучковић         | Мита Ценић (3 еп. 1981)             |
| Драгана Варагић        | Милица Нинковић (3 еп. 1981)        |
| Даница Максимовић      | Анка Нинковић (3 еп. 1981)          |
| Милан Лане Гутовић     | Сава Грујић (2 еп. 1981)            |
| Зоран Радмиловић       | Илија Гарашанин (2 еп. 1981)        |
| Мирко Петковић         | Кнез Михаило Обреновић (2 еп. 1981) |

 Остале улоге  ▼
| Глумац                     | Улога                                   |
| -------------------------- | --------------------------------------- |
| Светозар Цветковић         | Сергеј Нечајев (2 еп. 1981)             |
| Марко Тодоровић            | Ђура Јакшић (2 еп. 1981)                |
| Љиљана Газдић              | (2 еп. 1981)                            |
| Ташко Начић                | (2 еп. 1981)                            |
| Јован Ристовски            | (2 еп. 1981)                            |
| Станимир Аврамовић         | (2 еп. 1981)                            |
| Божидар Савићевић          | (2 еп. 1981)                            |
| Ненад Ћирић                | (2 еп. 1981)                            |
| Љуба Тадић                 | Михаил Бакуњин (2 еп. 1981)             |
| Гојко Шантић               | Николај Утин (2 еп. 1981)               |
| Мирољуб Лешо               | (2 еп. 1981)                            |
| Бранислав Платиша          | Милован Глишић (2 еп. 1981)             |
| Марко Николић              | Адам Богосављевић (2 еп. 1981)          |
| Јован Милићевић            | Прота Милоје Барјактаревић (2 еп. 1981) |
| Милена Дапчевић            | (2 еп. 1981)                            |
| Велимир Животић            | Светозар Милетић (2 еп. 1981)           |
| Предраг Милинковић         | (2 еп. 1981)                            |
| Михаило Миша Јанкетић      | (2 еп. 1981)                            |
| Владимир Јевтовић          | Аћим Чумић (2 еп. 1981)                 |
| Радисав Радојковић         | (2 еп. 1981)                            |
| Слободан Матић             | (2 еп. 1981)                            |
| Милица Радаковић           | (2 еп. 1981)                            |
| Васа Пантелић              | (2 еп. 1981)                            |
| Данило Бата Стојковић      | (1 еп. 1981)                            |
| Бранимир Замоло            | (1 еп. 1981)                            |
| Ђорђе Јелисић              | (1 еп. 1981)                            |
| Миленко Заблаћански        | (1 еп. 1981)                            |
| Властимир Ђуза Стојиљковић | (1 еп. 1981)                            |
| Олга Кацијан               | (1 еп. 1981)                            |
| Војислав Воја Брајовић     | Иван Бочкарјев (1 еп. 1981)             |
| Дејан Чавић                | (1 еп. 1981)                            |
| Михајло Костић Пљака       | Ђока Влајковић (1 еп. 1981)             |
| Сима Јанићијевић           | (1 еп. 1981)                            |
| Предраг Лаковић            | (1 еп. 1981)                            |
| Весна Латингер             | (1 еп. 1981)                            |
| Душан Булајић              | (1 еп. 1981)                            |
| Милош Жутић                | (1 еп. 1981)                            |
| Милош Кандић               | (1 еп. 1981)                            |
| Љиљана Јовановић           | (1 еп. 1981)                            |
| Миља Вујановић             | (1 еп. 1981)                            |
| Михајло Викторовић         | (1 еп. 1981)                            |
| Милан Богуновић            | (1 еп. 1981)                            |
| Светлана Бојковић          | (1 еп. 1981)                            |
| Предраг Тасовац            | (1 еп. 1981)                            |
| Миљенко Брлечић            | Јуродиви (1 еп. 1981)                   |
| Милан Пузић                | (1 еп. 1981)                            |
| Слободан Алигрудић         | (1 еп. 1981)                            |
| Горан Султановић           | (1 еп. 1981)                            |
| Младен Млађа Веселиновић   | (1 еп. 1981)                            |
| Бранко Вујовић             | (1 еп. 1981)                            |
| Радмило Ћурчић             | (1 еп. 1981)                            |
| Иво Јакшић                 | (1 еп. 1981)                            |
| Миодраг Мики Крстовић      | (1 еп. 1981)                            |
| Власта Велисављевић        | (1 еп. 1981)                            |
| Мирослав Бијелић           | (1 еп. 1981)                            |
| Мирко Буловић              | (1 еп. 1981)                            |
| Божидар Павићевић Лонга    | (1 еп. 1981)                            |
| Горан Плеша                | (1 еп. 1981)                            |
| Милан Ерак                 | (1 еп. 1981)                            |
| Јосиф Татић                | (1 еп. 1981)                            |
| Ирфан Менсур               | Лаза Костић (1 еп. 1981)                |
| Миле Станковић             | (1 еп. 1981)                            |
| Душан Тадић                | (1 еп. 1981)                            |
| Љубомир Тодоровић          | (1 еп. 1981)                            |
| Владан Живковић            | (1 еп. 1981)                            |
| Тони Лауренчић             | (1 еп. 1981)                            |
| Дамјан Клашња              | (1 еп. 1981)                            |
| Душан Војновић             | (1 еп. 1981)                            |
| Дара Вукотић Плаовић       | (1 еп. 1981)                            |
| Гојко Балетић              | (1 еп. 1981)                            |
| Добрила Ћирковић           | (1 еп. 1981)                            |
| Вељко Маринковић           | (1 еп. 1981)                            |
| Душан Антонијевић          | (1 еп. 1981)                            |
| Вељко Мандић               | (1 еп. 1981)                            |
| Драгослав Радојчић         | (1 еп. 1981)                            |
| Дијана Крзанић             | (1 еп. 1981)                            |
| Миодраг Лазаревић          | (1 еп. 1981)                            |
| Давид Тасић                | (1 еп. 1981)                            |
| Ђорђе Јовановић            | (1 еп. 1981)                            |
| Страхиња Мојић             | (1 еп. 1981)                            |
| Звонко Јовчић              | (1 еп. 1981)                            |
| Слободан Колаковић         | (1 еп. 1981)                            |
| Радомир Поповић            | (1 еп. 1981)                            |
| Петар Лупа                 | (1 еп. 1981)                            |
| Иван Јонаш                 | (1 еп. 1981)                            |
| Александар Горанић         | (1 еп. 1981)                            |
| Новак Билбија              | (1 еп. 1981)                            |
| Аница Буханац              | (1 еп. 1981)                            |
| Љубомир Ћипранић           | (1 еп. 1981)                            |
| Драгана Ћирић              | (1 еп. 1981)                            |
| Срђан Дедић                | (1 еп. 1981)                            |
| Александар Хрњаковић       | (1 еп. 1981)                            |
| Бранко Јеринић             | (1 еп. 1981)                            |
| Милутин Јевђенијевић       | (1 еп. 1981)                            |
| Тома Јовановић             | (1 еп. 1981)                            |
| Никола Јурин               | (1 еп. 1981)                            |
| Иван Клеменц               | Ђакон Богољуб Топонарски (1 еп. 1981)   |
| Раде Којадиновић           | (1 еп. 1981)                            |
| Тома Курузовић             | (1 еп. 1981)                            |
| Морис Леви                 | (1 еп. 1981)                            |
| Зинаид Мемишевић           | (1 еп. 1981)                            |
| Милутин Мићовић            | (1 еп. 1981)                            |
| Радослав Рале Миленковић   | Лаза Пачу (1 еп. 1981)                  |
| Предраг Милетић            | (1 еп. 1981)                            |
| Драган Николић             | Саво (1 еп. 1981)                       |
| Миленко Павлов             | (1 еп. 1981)                            |
| Богољуб Петровић           | (1 еп. 1981)                            |
| Драгослав Радоичић Бели    | (1 еп. 1981)                            |
| Миодраг Радовановић        | Шандор Радовановић (1 еп. 1981)         |
| Саво Радовић               | (1 еп. 1981)                            |
| Божидар Стошић             | (1 еп. 1981)                            |
| Селимир Тошић              | (1 еп. 1981)                            |
| Даница Ристовски           | (непознат број епизода)                 |
| Љубо Шкиљевић              | (непознат број епизода)                 |

Комплетна ТВ екипа  ▼
| Редитељ              | Едуард Галић        | (7 еп. 1981)                               |
| Сценариста           | Момчило Миланков    | (непознат број епизода)                    |
| Композитор           | Зоран Христић       | (7 еп. 1981)                               |
| Директор фотографије | Александар Петковић | (7 еп. 1981)                               |
| Mонтажер             | Вуксан Луковац      | (7 еп. 1981)                               |
| Сценограф            | Миленко Јеремић     | (7 еп. 1981)                               |
| Уметнички директор   | Милан Тодоровић     | (7 еп. 1981)                               |
| Декоратер сцене      | Коста Кескинов      | (7 еп. 1981)                               |
| Костимограф          | Бранко Ћатовић      | (непознат број епизода)                    |
| Костимограф          | Јелена Петровић     | (непознат број епизода)                    |
| Одсек за шминку      | Марија Митровић     | шминкер (7 еп. 1981)                       |
| Одсек за шминку      | Мирјана Стевовић    | шминкерка (7 еп. 1981)                     |
| Одсек за шминку      | Станислава Зарић    | шминкерка (7 еп. 1981)                     |
| Помоћник режије      | Миљенко Брлечић     | други помоћник редитеља (1 еп. 1981)       |
| Помоћник режије      | Милан Лугомирски    | први помоћник редитеља (1 еп. 1981)        |
| Уметнички одсек      | Јасна Драговић      | асистент уметничког директора (7 еп. 1981) |
| Одсек за звук        | Синиша Јовановић    | тон мајстор (7 еп. 1981)                   |
| Остала екипа         | Александра Галиц    | секретар режије (7 еп. 1981)               |